# عدی عید
عدی عید (عربی: عدي عيد؛ زادهٔ ۱ مارس ۱۹۸۶) یک ورزشکار اهل سوریه است.
از باشگاه‌هایی که در آن بازی کرده‌است می‌توان به باشگاه فوتبال تشرین سوریه، باشگاه فوتبال الکرامه سوریه، و باشگاه فوتبال الکرامه سوریه، اشاره کرد.